# Edon (Ohio)
Edon és una població dels Estats Units a l'estat d'Ohio. Segons el cens del 2000 tenia 898 habitants.

## Demografia
Segons el cens del 2000, Edon tenia 898 habitants, 360 habitatges, i 249 famílies. La densitat de població era de 333,4 habitants per km².
Dels 360 habitatges en un 34,2% hi vivien nens de menys de 18 anys, en un 56,9% hi vivien parelles casades, en un 10% dones solteres, i en un 30,6% no eren unitats familiars. En el 26,7% dels habitatges hi vivien persones soles el 14,7% de les quals corresponia a persones de 65 anys o més que vivien soles. El nombre mitjà de persones vivint en cada habitatge era de 2,49 i el nombre mitjà de persones que vivien en cada família era de 3,03.
Per edats la població es repartia de la següent manera: un 27,7% tenia menys de 18 anys, un 6,7% entre 18 i 24, un 28,4% entre 25 i 44, un 21,5% de 45 a 60 i un 15,7% 65 anys o més.
L'edat mediana era de 36 anys. Per cada 100 dones de 18 o més anys hi havia 86,5 homes.
La renda mediana per habitatge era de 43.500 $ i la renda mediana per família de 48.214 $. Els homes tenien una renda mediana de 33.125 $ mentre que les dones 20.900 $. La renda per capita de la població era de 17.099 $. Aproximadament el 3,8% de les famílies i el 5,2% de la població estaven per davall del llindar de pobresa.

## Poblacions més properes
El següent diagrama mostra les poblacions més properes.